# Мунтеле-Каковей
Мунтеле-Каковей (рум. Muntele Cacovei) — село у повіті Клуж в Румунії. Входить до складу комуни Бейшоара.
Село розташоване на відстані 317 км на північний захід від Бухареста, 33 км на південний захід від Клуж-Напоки.

## Населення
За даними перепису населення 2002 року у селі проживали 146 осіб, усі — румуни. Усі жителі села рідною мовою назвали румунську.